# 吉野山要次郎
吉野山 要次郎（よしのやま ようじろう、1896年1月3日 - 1956年2月6日）は、富山県下新川郡（現・黒部市）出身で春日山部屋、立浪部屋に所属した元大相撲力士。本名は大上戸 要次郎。最高位は西前頭筆頭（1932年2月場所、3月場所）。現役時代の体格は175cm、92kg。得意手は左四つ、押し、のど輪、うっちゃり。元前頭清惠波の岳父であり養父でもある。

## 人物
細身ながら筋骨隆々とした体格で、力も腰も強かった。地味ながら堅実な取り口で、左四つ得意だが腕職を活かしたのど輪押しも強く、また土俵際でのうっちゃりもあった。特にうっちゃりに関しては左四つからの独特の型であり、これが双葉山に伝授されたという。横綱常ノ花との相性が良く、初顔合わせで押し倒して破ったのをはじめ3勝（いずれも金星）を挙げている。大ノ里からも3勝を挙げている。1932年1月の春秋園事件の際には相撲協会に残留した。双葉山らが上がってくるまでの間立浪部屋を幕内力士として支えた功績は大だといわれる。
引退後は年寄中川として検査役を務めたほか、相撲茶屋「西川家」（相撲案内所 九番）を経営した。没後、中川の年寄名跡は清惠波が、西川家は娘（清惠波と結婚）が継いだ。

## 略歴
- 1916年1月場所 春日山部屋（師匠:元前頭當り矢）に入門[1] するが、元小結緑嶌の立浪親方の独立に同行。
- 1924年1月場所 新十両。
- 1925年1月場所 新入幕[1]。
- 1933年1月場所 引退[1]。年寄中川を襲名。
- 1937年5月 立浪部屋より独立し、中川部屋を創設。
- 1947年6月 中川部屋をたたみ立浪部屋にもどる。
- 1956年2月6日 死去（60歳）

## 主な成績
- 通算成績：172勝223敗1分5預　勝率.435
- 幕内成績：120勝193敗2預　勝率.383
- 現役在位：45場所
- 幕内在位：29場所
- 金星：3個（常ノ花3個）

### 場所別成績
| 1916年 （大正5年） | （前相撲）              | x                | 東序ノ口27枚目 2–3   | x                 |
| 1917年 （大正6年） | 西序二段86枚目 3–2      | x                | 東序二段69枚目 2–3   | x                 |
| 1918年 （大正7年） | 東序二段48枚目 2–2 1預  | x                | x                    | x                 |
| 1919年 （大正8年） | 西序二段64枚目 4–1      | x                | 西序二段7枚目 4–1    | x                 |
| 1920年 （大正9年） | 東三段目29枚目 2–2 1預  | x                | 西三段目9枚目 2–1    | x                 |
| 1921年 （大正10年） | 東三段目16枚目 4–1      | x                | 東幕下35枚目 4–1     | x                 |
| 1922年 （大正11年） | 東幕下11枚目 2–2 1預    | x                | 東幕下9枚目 1–4      | x                 |
| 1923年 （大正12年） | 東幕下21枚目 8–2        | x                | 西幕下3枚目 3–2 1分  | x                 |
| 1924年 （大正13年） | 西十両15枚目 4–1        | x                | 西十両4枚目 5–2      | x                 |
| 1925年 （大正14年） | 西前頭16枚目 3–7 1預    | x                | 東前頭16枚目 5–5 1預 | x                 |
| 1926年 （大正15年） | 東前頭11枚目 6–5        | x                | 西前頭2枚目 5–6      | x                 |
| 1927年 （昭和2年） | 東前頭8枚目 7–4 ★       | 東前頭8枚目 3–8  | 東前頭4枚目 5–6      | 西前頭9枚目 4–7   |
| 1928年 （昭和3年） | 西前頭2枚目 6–5         | 東前頭7枚目 3–8  | 東前頭3枚目 5–6      | 東前頭3枚目 5–6 ★ |
| 1929年 （昭和4年） | 西前頭5枚目 6–5 ★       | 西前頭5枚目 2–9  | 西前頭6枚目 4–7      | 西前頭6枚目 5–6   |
| 1930年 （昭和5年） | 西前頭3枚目 2–9         | 西前頭3枚目 1–10 | 西前頭13枚目 5–6     | 西前頭13枚目 6–5  |
| 1931年 （昭和6年） | 東前頭13枚目 7–4        | 東前頭13枚目 4–7 | 西前頭9枚目 6–5      | 西前頭9枚目 5–6   |
| 1932年 （昭和7年） | 西前頭筆頭 1–7          | 西前頭筆頭 1–9   | 西前頭3枚目 3–8      | 西前頭3枚目 4–7   |
| 1933年 （昭和8年） | 西前頭5枚目 引退 1–10–0 | x                | x                    | x                 |
| 各欄の数字は、「勝ち-負け-休場」を示す。 優勝 引退 休場 十両 幕下 三賞：敢=敢闘賞、殊=殊勲賞、技=技能賞 その他：★=金星 番付階級：幕内 - 十両 - 幕下 - 三段目 - 序二段 - 序ノ口 幕内序列：横綱 - 大関 - 関脇 - 小結 - 前頭（「#数字」は各位内の序列） |                         |                  |                      |                   |

## 四股名変遷
- 緑浪 要次郎（みどりなみ ようじろう）1916年1月場所 - 5月場所
- 吉野山 要次郎（よしのやま -）1917年1月場所 - 1925年5月場所
- 吉野山 要治郎（- ようじろう）1926年1月場所 - 1927年5月場所
- 吉ノ山 要治郎（よしのやま -）1927年10月場所
- 吉野山 要治郎（よしのやま -）1928年1月場所 - 1931年10月場所
- 吉野山 要次郎（- ようじろう）1932年2月場所 - 3月場所
- 吉野山 要治郎（- ようじろう）1932年5月場所 - 1933年1月場所

## 年寄変遷
- 中川 要次郎 1933年1月 - 1956年2月